# Aleksej Frolovič Filipov
Aleksej Frolovič Filipov (rusko Алексей Фролович Филиппов), ruski pravnik, novinar in vohun, * 1868 ali 1870, † oktober 1936, Moskva.
Pred rusko revolucijo je bil založnik časopisov. Leta 1917 ga je rekrutiral Dzeržinski za vohunsko delo na Finskem. Kot prvi vohun Čeke je tako med finsko državljansko vojno (januar - april 1918) vohunil pod krinko novinarja in poslovneža.